# Ящерка Билль
Ящерица Билль (в переводе В. Орла и Л. Яхнина— Билл, в переводе В. Набокова — Яшка) — персонаж книги Льюиса Кэрролла «Алиса в Стране Чудес».

## Алиса в Стране Чудес
Ящерка Билль появляется в четвертой, одиннадцатой и двенадцатой главах книги в качестве помощника Белого Кролика и присяжного на суде по делу Валета Червей, обвинённого в поедании кренделей Червонной Королевы. Диалоги из суда часто рассматриваются исследователями, как образцы построения парадоксальной логики[.
Ящерка Билль постоянно конфликтует с главной героиней.
В четвертой главе увеличившаяся в размерах Алиса занимает весь дом Белого Кролика, в результате чего тот не может проникнуть в дом. Он просит ящерку Билля полезть в трубу,  Алиса, нога которой в дымоходе после этого лягнула его, после чего он приземлился неподалёку.
В одиннадцатой и двенадцатой главах Билль так сильно скрипит карандашом по грифельной доске, что Алиса не выдерживает и отбирает у него карандаш, после чего Билль продолжает писать пальцем, несмотря на то, что он не оставляет следов.
В двенадцатой главе Алиса, снова выросшая до громадных размеров, вскакивает и случайно опрокидывает скамью присяжных. Она хватает их, чтобы вернуть на место и случайно сажает Билля вверх головой, а после переставляет ошарашенного зверька в правильное положение. Позже разъярённая Червонная Королева кидает Биллу в лицо чернила и тот, лишённый до этого карандаша, окуная палец в чернила на собственном лице, пишет им по доске.

## Мультипликация
Также Ящерка Билль ненадолго появляется в мультфильме Уолта Диснея, основанном на книге. Здесь он изображён как кокни-трубочист, которого Белый Кролик и птица Додо заставляют спуститься по трубе и вытащить «монстра» наружу. В отличие от книги, Билль улетает от чиха Алисы, вызванного тем, что Билль, спускаясь поднял много пыли. Ящерица улетает в небо и более не появляется. Персонажа озвучивает актёр Ларри Грэй.
В фильме «Кто подставил Кролика Роджера» Билль на мгновение появляется в  кадре, помогая кому-то с лестницей.
Похожий на Ящерку Билла персонаж, озвученный Уэйном Оллвайном (англ. Wayne Allwine), присутствует в другом диснеевском мультфильме — «Великий Мышиный Сыщик» — это один из дружков злодея Рэтигана. Он — единственная ящерица в банде. Сходны костюм, диалект лондонских кокни обоих персонажей.

## Кинематограф

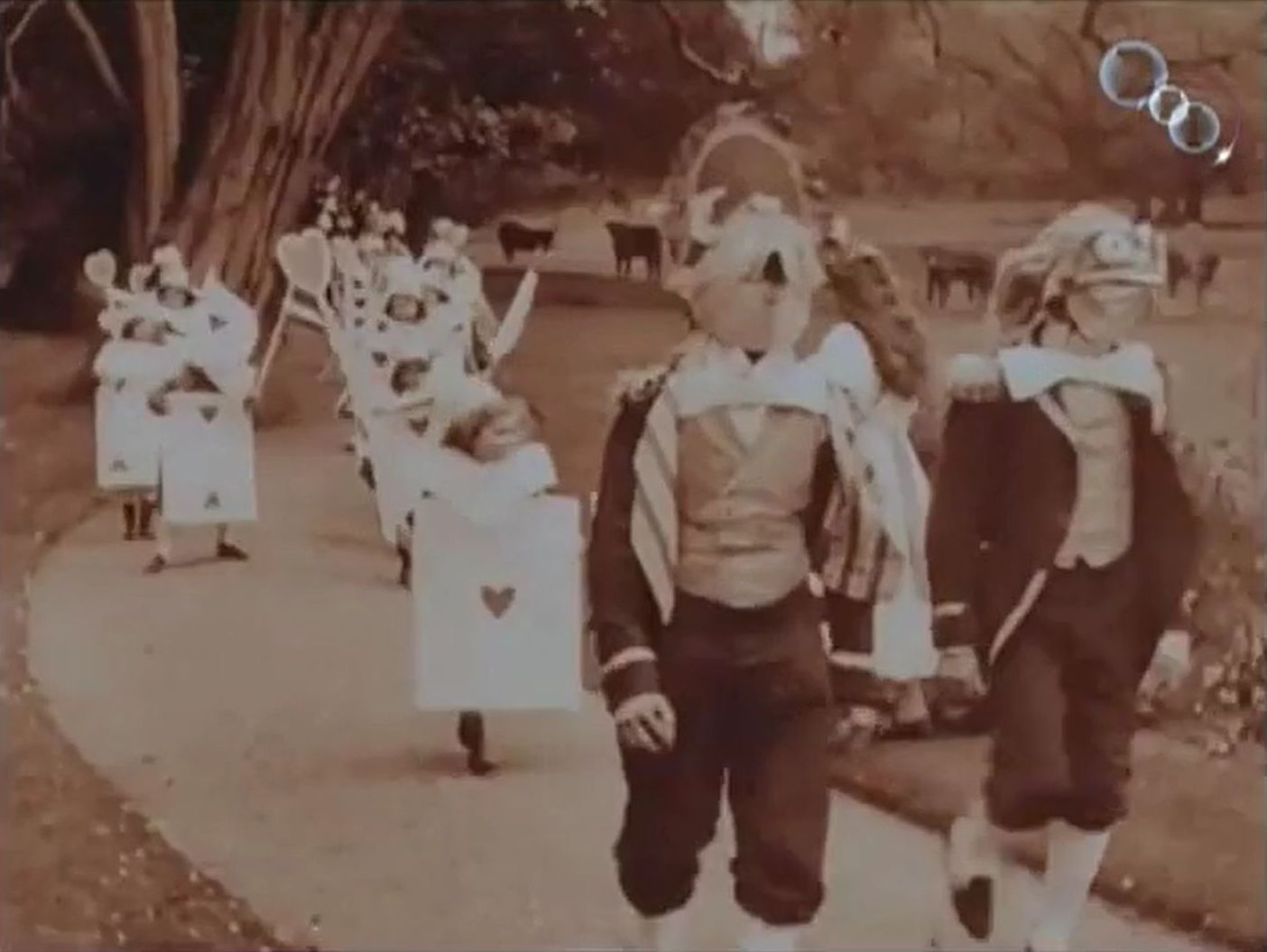
Скриншот из фильма Alice in Wonderland (1903) - Ящерка Билль (крайний справа)

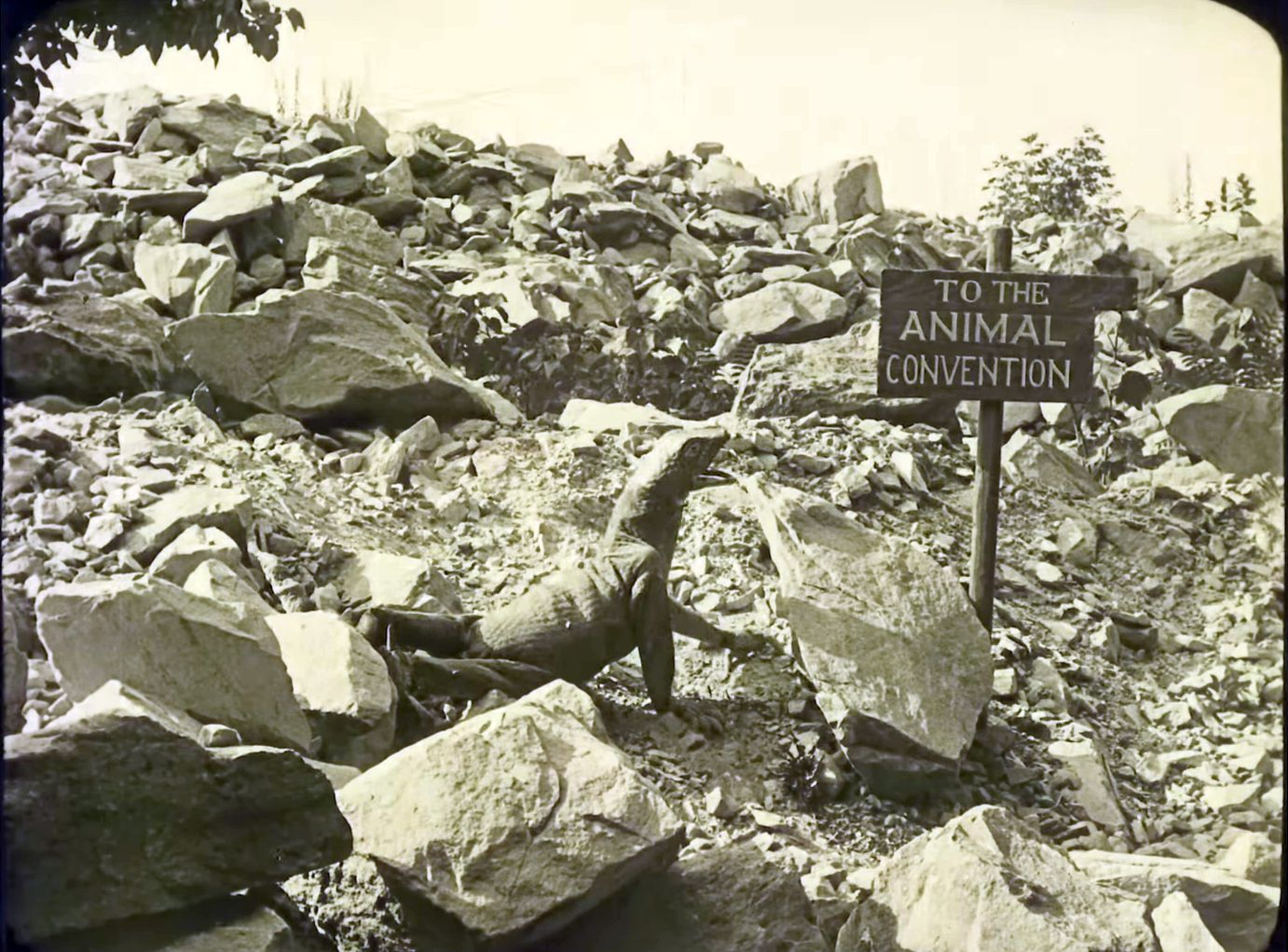
Скриншот из фильма Alice in Wonderland (1915) - Ящерка Билль

В фильме 1903 года, первом в истории фильме снятом по мотивам «Приключений Алисы в Стране Чудес», Ящерка Билль появляется на мгновение среди процессии игральных карт, изображаемых актёрами-детьми. Через минуту, когда после ссоры с Червонной Королевой процессия гонится за Алисой, мы снова видим Билля среди карт.
Ящерка Билль появляется примерно на 13-й минуте немого фильма «Алиса в Стране чудес» 1915 года. Билль направляется к месту, где будет проходить Предвыборная Гонка.

## Компьютерные игры
Ящерка Билль под именем Билл МакГилл оказывается одним из персонажей компьютерной игры «American McGee’s Alice», его Алиса встречает незадолго до того, как встретиться лицом к лицу с Герцогиней. Здесь Билл больше напоминает хамелеона, он похож на строителя, носит ремень с инструментами, шляпу и жилет. У него циничный взгляд на жизнь, он постоянно просит у Алисы брэнди. После уничтожения Алисой герцогини Билл МакГилл заявляет, что достанет пиявок, чтобы окончательно уничтожить следы Герцогини.
В игре Black Souls II встречается в локации Рипонский кафедральный собор, в качестве второстепенного персонажа.